# Lance Deal
Lance Earl Deal (* 21. August 1961 in Riverton, Wyoming) ist ein ehemaliger US-amerikanischer Hammerwerfer.

## Sportliche Erfolge
Deal nahm an vier Olympischen Sommerspielen (1988, 1992, 1996, 2000) sowie an vier Weltmeisterschaften (1991, 1993, 1995, 1999) teil.
Seinen größten Erfolg feierte Deal mit dem Gewinn der Silbermedaille bei den Spielen von Atlanta, als er sich mit 81,12 Metern nur dem Ungarn Balázs Kiss (81,24 m) beugen musste.
1995 und 1999 sicherte er sich die Goldmedaille bei den Panamerikanischen Spielen.

## Bestleistung
Seine Bestleistung stellte Deal 1996 mit 82,25 Metern, einem aktuell gültigen Landesrekord, auf.

## Sonstiges
Bei einer Körpergröße von 1,88 Metern betrug sein Wettkampfgewicht 116 kg.